# 사포초등학교
사포초등학교는 대한민국 경상남도 밀양시에 있는 초등학교다.

## 학교 연혁
- 1943-06-10 사포초등학교 개교
- 1950-05-08 제1회 졸업(91명)
- 1956-10-06 5개 교실 낙성식
- 1971-03-25 본관 6개교실 개축
- 1981-12-30 특별활동 우수학교(군)
- 1984-12-31 산수과 우수학교(도)
- 1985-03-11 병설유치원 개원
- 1986-11-05 기초와 기본교육 시범학교(군)
- 1988-12-31 기초와 기본교육 시범학교(도)
- 1989-10-01 수세식 화장실 1동 신축
- 1989-11-07 학습지도연구학교 공개(시)
- 1990-12-31 시 선정 미술과 우수학교
- 1991-12-31 도 선정 미술과 우수학교
- 1993-11-16 도덕성 함양 시범학교
- 1996-09-08 본관2층 증축(6.5실)
- 1996-11-10 바른심성가꾸기 시범학교(시)
- 1997-12-31 계단 및 2층 화장실 1동 증축
- 2000-10-26 시 선정 유치원 시범
- 2004-11-03 효행교육 시범학교(시)
- 2009-09-01 본관 2층 증축
- 2013-03-01 학력향상형 창의경영학교 운영
- 2014-08-30 ICT스마트 수업환경 구축(무선AP, 노트 11대)
- 2018-03-01 경상남도교육청지정 행복맞이학교 운영
- 2019-03-01 경상남도교육청지정 행복학교운영(2023.02.28까지 4년간)
- 2023-02-15 제74회 졸업(총4,109명)
- 2023-03-01 경상남도교육청지정 행복학교운영(재지정) (2027.02.28까지 4년간)